# هوت بوتيتو (لعبة)
البطاطا الساخنة أو هوت بوتيتو هي لعبة جماعية يشارك فيها لاعبون يتجمعون في دائرة ويقذفون جسمًا صغيرًا مثل كيس فول أو كرة تنس لبعضهم البعض وذلك على أنغام الموسيقى. واللاعب الذي يكون ممسكًا بـ "الشيء المقذوف "هوت بوتيتو (بالعربية، البطاطا الساخنة)" عندما تتوقف الموسيقى يخرج من المنافسة. ويستمر اللعب حتى يتبقى لاعب واحد فقط. واللعبة مصممة لتكون سريعة الخطى وعالية الضغط وغالبًا ما يمارسها الأطفال. ويمكن أيضًا ممارسة اللعبة دون موسيقى، حيث يكون هناك في هذه الحالة قائد معين يصيح بكلمة "ساخن!" ويتم استبعاد اللاعب الذي يكون ماسكًا للكرة. كما تُعد لعبة "الهوت بوتيتو" تدريبًا للعبة البيسبول، ولكن باستثناء استخدام بطاطا حقيقية طازجة من الفرن.
وتظل «هوت بوتيتو» لعبة جماعية للأطفال، فضلاً عن كونها نشاطًا لممارسة المهارات الحركية مثل التنسيق بين العين واليد والاصطياد.

## الأصول
أصول لعبة «هوت بوتيتو» ليست واضحة. ومع ذلك، فإنها قد تعود إلى عام 1888 عندما تصف سيدني أدي في قاموسها معجم كلمات شيفيلد  لعبة يجلس فيها عدد من الأشخاص في صف أو على كراسي حول ردهة. وفي هذه اللعبة، يتم تسليم شمعة مضاءة للشخص الأول الذي يقول:
جاك على قيد الحياة ومن المحتمل أن يعيش
إذا مات بين يديك، يجب أن تدفع غرامة.
والشخص الذي تنطفئ عنده الشمعة يجب أن يدفع الغرامة.

## تمرير الحزمة
تمرير الحزمة (Pass the parcel) هي لعبة جماعية شهيرة يتم فيها تمرير حزمة من شخص لآخر.
تحضيرًا للعبة، يتم تغليف جائزة (أو «هدية») بعدد كبير من طبقات ورق التغليف. وعادة ما تكون كل طبقة ذات تصميم مختلف بحيث يمكن تمييزها بسهولة. ويمكن وضع جوائز أو شعارات أصغر بين بعض أو كل طبقات التغليف الأخرى.
وأثناء ممارسة اللعبة، يتم تشغيل الموسيقى مع تمرير الحزمة. والشخص الذي يمسك الحزمة عندما تتوقف الموسيقى يخرج طبقة تغليف ويحصل على أي جائزة توجد تحت هذه الطبقة. ويتم بعد ذلك إعادة تشغيل الموسيقى، وتستمر اللعبة حتى تتم إزالة كل الطبقات ويتم الإعلان عن الجائزة الرئيسية.
وعادة ما يقوم شخص ما بالغ غير مشارك في اللعبة بتشغيل الموسيقى وإيقافها. ولكي تكون اللعبة عادلة، يجب ألا يشاهد هذا الشخص اللعبة، وعمليًا عادة ما يشاهدونها للتأكد من حصول كل لاعب على دوره والتأكد من توزيع الجوائز بشكل جيد وحصول الطفل الطرف على الجائزة الرئيسية (أو للتأكد من حصول الضيف على الجائزة). والبديل الأكثر نزاهة هو تحضير تسجيلات من مقاطع موسيقية قصيرة.
ومن بين الأشكال المتنوعة للعبة السماح للمشاركين بإزالة أكبر عدد ممكن من الطبقات (بدلاً من إزالة طبقة واحدة) قبل إعادة تشغيل الموسيقى وإدراج تحديات أو غرامات على قصاصات من الورق بدلاً من الشعارات.
ومن المعروف أن هذه اللعبة تعود إلى عادات قبائل يانكي في شمال الولايات المتحدة الأمريكية.